# Олександр Волошинович
Олександр Волошинович (2 лютого 1881, с. Липовець, нині Польща — 1965, Братислава) — український громадський діяч Лемківщини. Дядько Богдана-Ігора Антонича. Здобув юридичну освіту у Львівському університеті (1911). Був заарештований австро-угорською владою в час Першої світової війни і перебував у концентраційному таборі Талергоф поблизу Ґраца (нині Австрія). 
Учасник Руської народної ради, сяніцького осередку. У 1919 році в м. Кошиці (нині Словаччина) на з'їзді Руської народної ради висловився за об'єднання лемківських земель, фактично приєднання їх до Чехо-Словацької Республіки, за що польська влада (за Пілсудського) заочно присудила йому кару смерті. Волошинович не міг повернутись до Сяніка. 
З 1919 працював у жупанаті м. Требишів, керував Требишівським, пізніше Михаловецьким округом (нині Словаччина). 